# Paramphithoe cuspidata
Paramphithoe cuspidata is een vlokreeftensoort uit de familie van de Epimeriidae. De wetenschappelijke naam van de soort is voor het eerst geldig gepubliceerd in 1780 door Lepechin.